# Лисець (гора)
Лисець (болг. Лисец) — гора в Західній Болгарії, що входить до складу Милевсько-Конявської гірської групи, у фізіогеографічній області Країште, розташованій на території Кюстендильської області.
Гора розташована між Кюстендильскою котловиною на сході і Каменицькою котливиною на заході. На півночі ущелина річки Соволянська Бистриця відділяє її від Чудинської гори, а на півдні через Врачанську сідловину (940м) гора з'єднується з Осоговською горою. Лисець має куполоподібну форму діаметром близько 13-14 км. Найвища точка — пік Вришник (Лисець, 1500,2 м). Східні схили, що виходять на Кюстендильську котловину, — пологі, а західні схили, що виходять на Каменицьку котловину і північні, що виходять на долини річки Соволянська Бистриця — круті.
Лисець складається з кристалічного сланцю. Клімат континентальний, з гірським впливанням. Майже вся гора, за винятком її південних частин, дає початок коротким річкам і ярам, правим притокам Соволянської Бистриці. Ґрунти коричневі лісові. Гора покрита змішаними буковими і дубовими лісами. Погано розвинуті лісозаготівля та тваринництво.
На горі та її схилах 11 селищ: Блатець, Вратця, Горішня Брестниця, Дождевиця, Долішнє Село, Леска, Лисець, Лозно, Мазарачево, Радловці і Рисово.
На південному підніжжі гори, із заходу на схід, через перевал Вратця, протягом 3,2 км, перетинає ділянку дорога першого класу № 6 КПП «Гюєшево» — Софія — Карлово — Бургас.
Всю її північно-східну, північну та північно-західну частину підніжжя, по долині річки Соволянська Бистриця, між станціями Соволяно та Долно село проходить ділянка залізничної лінії Радомир — Кюстендил — Гюєшево.

## Топографічна карта
- Аркуш карти K- Радомир. Масштаб: 1 : 100 000. Стан місцевості на 1978 р. (болг.)
- Аркуш карти K- Кюстендил. Масштаб: 1 : 100 000. (болг.)